# Julia Scheeser

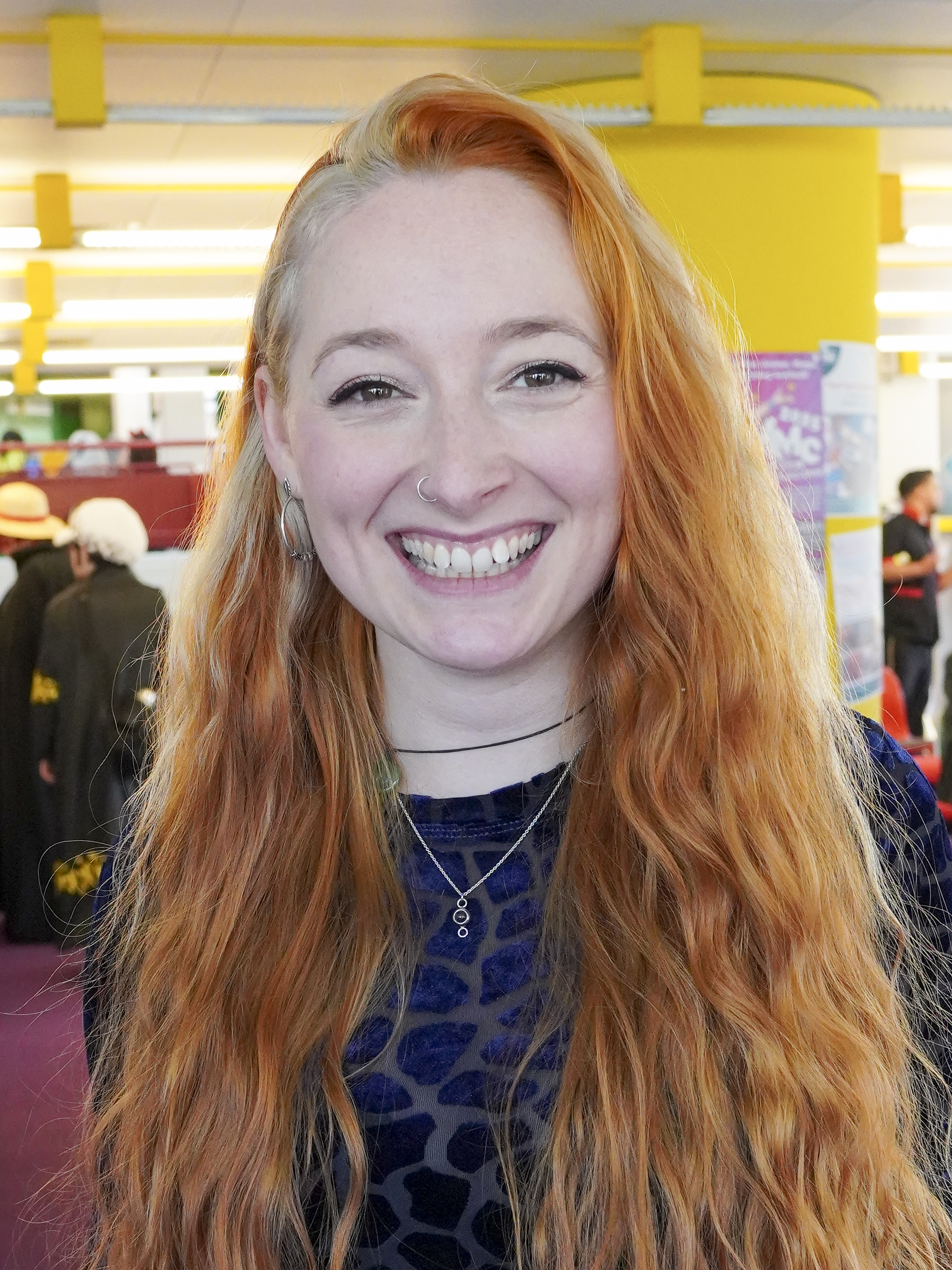
Julia Scheeser auf der MMC Berlin 2025

Julia Milena Scheeser (* 9. Mai 1997 in München) ist eine deutsche Sängerin und Synchronsprecherin.

## Leben und Karriere
Julia Scheeser wurde 1997 als Kind der Sängerin Petra Scheeser und des Pianisten Oliver Hahn in München geboren. Früh zeigte sich ihre Leidenschaft zur Musik.
Bereits als Jugendliche stand sie als Synchronsängerin im Studio, schrieb ihre ersten eigenen Songs und gründete die ersten Bands.
Nach ihrem Abitur 2016 tourte sie als Chorsängerin mit Albert Hammond durch Deutschland und erhielt ihre erste Kinohauptrolle als Synchronsängerin als Belle (Emma Watson) in Disneys Realverfilmung „Die Schöne und das Biest“. Zwei Jahre später verlieh sie als Jasmin (Naomi Scott) in Disneys „Aladdin“ bereits der zweiten Disney-Prinzessin ihre Stimme. Ende 2019 sprach und sang sie Victoria (Francesca Hayward) im Musical-Film „Cats“.
Mit 20 Jahren zog sie nach Hannover, um dort „Popular Music“ an der Hochschule für Musik, Theater und Medien zu studieren.
Im Frühjahr 2020 erschien ihr erstes Solo-Album „Kopfkino“ unter dem Label „Milch Musik“, das sie zusammen mit Joshua Lange, Peter Plate (Rosenstolz) und Ulf Leo Sommer schrieb und im Disney World in Florida im Deutschen Pavillon vortragen durfte. 2022 erschien ihr zweites Album "Silbertablett".

## Synchronrollen (Auswahl)

### Filme
Julia Scheeser hat in einigen Disney-Filmen als Synchronsprecherin/-sängerin mitgewirkt, so z. B.:
- 2014: Tessie (Zoe Margaret Colletti) in „Annie“
- 2015: Dorothy Gale (Lea Michele) in „Die Legende von Oz – Dorothys Rückkehr“
- 2017: Belle (Emma Watson) (Gesang) in der Realverfilmung „Die Schöne und das Biest“
- 2019: Jasmin (Naomi Scott) (Gesang) in der Realverfilmung von „Aladdin“
- 2019: Victoria (Francesca Hayward) im Musical-Film „Cats“

### Serien
- 2017: Snow White/Mary Margaret Blanchard (Ginnifer Goodwin), Gesang, in Once Upon a Time – Es war einmal

## Diskografie

### Singles
- 2020: Drei Jahre
- 2020: Choreografie

### Alben
- 2020: Kopfkino
- 2022: Silbertablett

### Musikvideos
- 2019: Ich werd' niemals schweigen (aus Aladdin)
- 2019: Ein Traum wird wahr (aus Aladdin)
- 2019: Schatten der Nacht (aus Cats)
- 2020: Drei Jahre
- 2020: Choreografie
- 2020: Wo noch niemand war (aus Die Eiskönigin 2) mit dem Moscow Bow Tie Orchestra